# Манфорд, Томас
То́мас Те́йлор Ма́нфорд (англ. Thomas Taylor Munford; 29 марта 1831, Ричмонд — 27 февраля 1918, Юнионтаун, Алабама) — американский фермер и бизнесмен, полковник армии Конфедерации в годы Гражданской войны, время от времени исполнявший обязанности бригадного генерала.

## Ранние годы
Манфорд родился 23 марта 1831 года в Ричмонде, в семье полковника Джорджа Уита Манфорда (1803–1882) и его жены Люси Синглтон Тейлор. В 1849 году он поступил в Вирджинский Военный Институт, и окончил его в июле 1852 года, 14-м по успеваемости среди 24 кадетов. В 1853 году он женился на Элизабет Генриете Тейлор, дочери политика Джорджа Тейлора. До войны Манфорд был плантатором в штате Миссисипи и фермером в вирджинском округе Бэдфорд.

## Гражданская война
Когда началась Гражданская война, Манфорд предложил свои услуги Конфедерации и 8 мая вступил в армию, где стал подполковником 30-го Вирджинского Добровольческого полка. Полк был конным и им командовал Джубал Эрли. В составе этого полка Манфорд принимал участие в первом сражении при Булл-Ран. Вскоре кавалерия была реорганизована, 30-й был переименован во 2-й Вирджинский кавалерийский полк (2nd Virginia Cavalry), а Манфорд стал его полковником. Весной 1862 года он служил в долине Шенандоа в бригаде Тёрнера Эшби. После гибели Эшби Манфорд временно принял командование бригадой и командовал ею в сражении при Кросс-Кейс.
А августе бригаду передали Беверли Робертсону и Манфорд вернулся к командованию полком. Он участвовал в рейде Джексона на Манассас, где его полк первым атаковал станцию Бристо-Стейшен. Он получил лёгкое ранение во втором сражении при Булл-Ран. Перед вторжением в Мэриленд генерал Ли по просьбе Стюарта (или Джексона) снял Робертсона с бригадного командования и передал бригаду Манфорду, который в итоге стал командовать 4 кавалерийскими полками и одним батальоном:
- 2-й Вирджинский кавалерийский полк: подполковник Ричард Беркс
- 6-й Вирджинский кавалерийский полк: полк. Томас Флорной
- 7-й Вирджинский кавалерийский полк: кап. Самуэль Маерс
- 12-й Вирджинский кавалерийский полк: полковник Эшер Харман
- 17-й Вирджинский кавалерийский батальон: майор Томас Масси[3]

Когда Северовирджинская армия перешла Потомак и вступила во Фредерик, бригаде Манфорда было поручено прикрывать правый фланг армии около Урбанны, где Джеб Стюарт разместил свой штаб. 11 сентября Потомакская армия начала стремительное наступление на Фредерик и кавалерия Манфорда отступила к Южным горам, заняв позиции у ущелья Крэмптона.
14 сентября Стюарт прибыл в ущелье Крэмптона, изучил обстановку и решил, что противник намерен наступать южнее. Поэтому он оставил Манфорда охранять ущелье силами 400 кавалеристов, а с основными силами ушёл на юг. Почти сразу же позиция Манфорда была атакована силами федерального VI корпуса с фронта и фланга - так началось Сражение за ущелье Крэмптона. Южане удерживали позицию около 3 часов, надеясь на прибытие подкреплений, но посланная на помощь бригада Кобба запаздывала. Когда Кобб пришёл, Манфорд сдал ему командование, но было поздно: оборона была прорвана и федералы захватили ущелье. Манфорд считал, что причина неудачи кроется в опоздании Кобба.